# Morinda calycina
Morinda calycina är en måreväxtart som först beskrevs av George Bentham, och fick sitt nu gällande namn av Julian Alfred Steyermark. Morinda calycina ingår i släktet Morinda och familjen måreväxter. Inga underarter finns listade i Catalogue of Life.